# Elaphoglossum campylolepium
Elaphoglossum campylolepium är en träjonväxtart som beskrevs av Jacobus Petrus Roux.
Elaphoglossum campylolepium ingår i släktet Elaphoglossum och familjen Dryopteridaceae. Inga underarter finns listade i Catalogue of Life.